# 蛇根木
蛇根木（学名：Rauvolfia serpentina）为夹竹桃科萝芙木属的植物。分布在大洋洲、泰国、印度尼西亚、缅甸、斯里兰卡、印度以及中国的云南、广西、广东等地，目前已由人工引种栽培。

## 别名
印度萝芙木、印度蛇木、印度蛇根木、印度蛇根草（药学学报）。

## 保育狀況
其被列為《瀕危野生動植物種國際貿易公約》（CITES）附錄二的物種，被限制出口及貿易。